# 2935 Naerum
2935 Naerum è un asteroide della fascia principale. Scoperto nel 1976, presenta un'orbita caratterizzata da un semiasse maggiore pari a 2,5978192 UA e da un'eccentricità di 0,1278171, inclinata di 13,04568° rispetto all'eclittica.